# Warren County, Mississippi
Warren County är ett administrativt område i delstaten  Mississippi, USA, med 48 773 invånare. Den administrativa huvudorten (county seat) är Vicksburg.

## Geografi
Enligt United States Census Bureau har countyt en total area på 1 603 km². 1 520 km² av den arean är land och 83 km² är vatten.

### Angränsande countyn
- Issaquena County - nord
- Yazoo County - nordost
- Hinds County - öst
- Claiborne County - syd
- Tensas Parish, Louisiana - sydväst
- Madison Parish, Louisiana - väst

### Orter
- Beechwood
- Vicksburg (huvudort)